# Krystalverdenen
Krystalverdenen (originaltitel The Crystal World) er en science-fiction roman skrevet af den britiske forfatter J. G. Ballard fra 1966.
Bogen er oversat til dansk af Finn Andersen.
Historien omhandler en læge, der forsøger at komme dybt ind i junglen til en afsondret behandlingssted for spedalskhed. Mens han forsøger at komme frem til sit mål, leder hans kaotiske vej ham til at forsøge at indse, et apokalyptisk fænomen i junglen, der krystalliserer alt den rører.
Ballard havde tidligere brugt temaet med den apokalyptiske krystallisering i sin korthistorie "The Illuminated Man" fra 1964 (inkluderet i The Terminal Beach), der foregår samme sted som Krystalverdenen.
Richard A. Lupoff beskrev The Crystal World som den bedste af Ballards "katastroferomaner" og at den var "idiosynkratisk men meget effektiv [og] en meget vigtigt science-fiction bog."